# Mannenkant en vrouwenkant

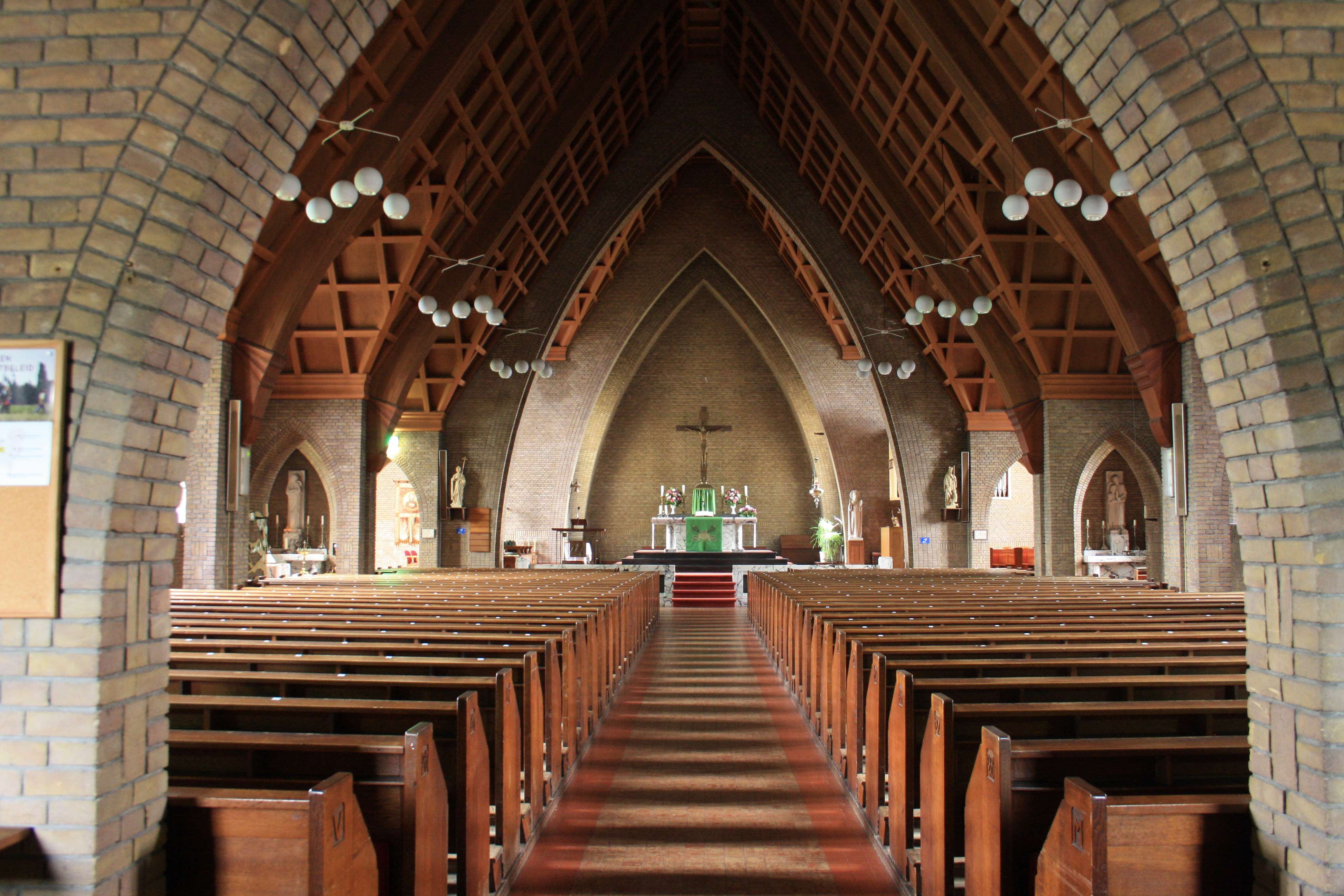
Het middenpad van de Martinuskerk te Zwaag, links de banken voor de vrouwen en rechts voor de heren.

De mannenkant en vrouwenkant waren respectievelijk de rechter- en linkerzijde van het schip in kerkgebouwen. Tot begin jaren 60 van de 20e eeuw was het in kerken gebruikelijk dat de mannen en vrouwen gescheiden plaatsnamen in de kerkbanken.
Dit gebruik is voortgekomen uit een soortgelijk gebruik in Romeinse basilieken, waar men aan de rechterzijde het senatorium of mannenpand vond, waar de belangrijke mannen en eventueel monniken zaten. Ter linkerzijde bevond zich het matronaeum of nonnenkoor. Hier zaten de zusters en belangrijke vrouwen.
Hoewel dit gebruik grotendeels opgeheven is, is het nog wel aanwijsbaar. In veel kerken zijn namelijk de vrouwelijke heiligen afgebeeld ter linkerzijde en de mannelijke ter rechterzijde van de kerk.

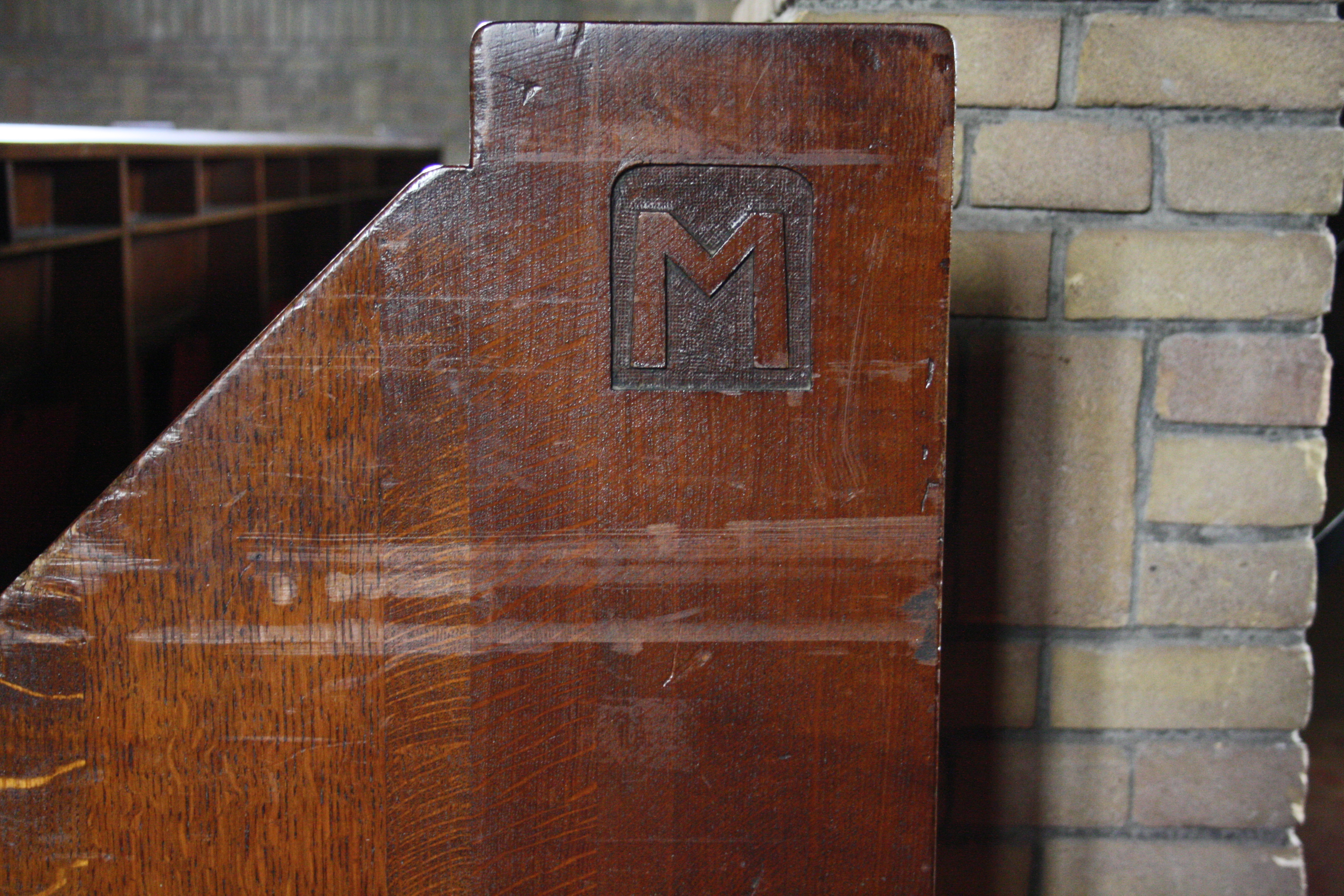
M op de achterste bank in het mannenvak
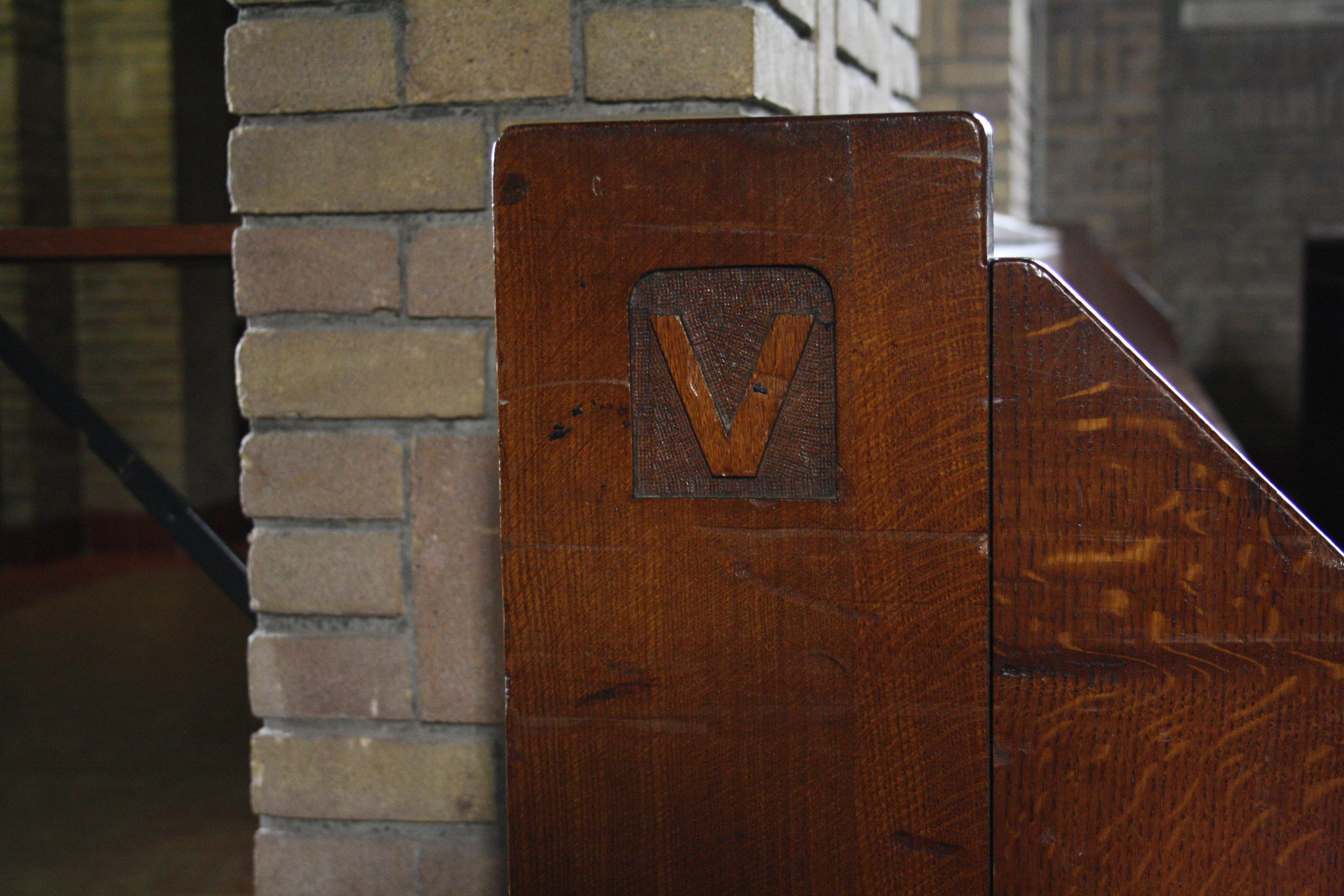
V op de achterste bank in het vrouwenvak

De origine van de mannen- en vrouwenkant in de kerken zou ten minste óók gezocht moeten worden in de traditionele verbeelding in middeleeuwse kerken van het 'laatste oordeel' als Christus vanuit het oosten wederkomt - gezeten boven op de regenboog. Aan zijn rechterkant komt Maria (de 'vrouwenkant') met hem mee en aan zijn linkerkant Johannes (de 'mannenkant'). Langs zijn rechterkant mogen de uit hun graven verrezen 'goede' doden langs Maria door de engelen naar de hemelen worden gevoerd. Langs zijn linkerkant verdwijnen de uit hun graven verrezen 'slechte' doden naar de hel. De traditionele kerkenbouw met de ingang aan de westzijde en het priesterkoor aan de oostzijde brengt met zich mee dat de rechterhand van Christus wijst naar de linkerkant van de kerk - vanuit de ingang bezien. In het noordelijk deel van het noordelijk halfrond staat de aldus als linkerzijde van de kerk bestempelde noordzijde ook bekend als de donkere kant - maar dat is in zuidelijker landen en het zuidelijk halfrond niet het geval. De bestempeling van de noordkant van de kerk als de duistere kant kan dan ook geen rol spelen om de 'vrouwenkant' als donkere kant te duiden.